# ジャック・アルデル
ジャック・アルデル（Jacques Hardel, 1643年頃 - 1678年3月）はフランス王国のクラヴサン奏者でバロック音楽の作曲家である。

## 略歴
祖父ジル（1611年頃活動）と父ギヨーム（1676年歿）は楽器職人で、父親は弦楽器の製作者だった。母親はマルグリット（旧姓ユレル Marguerite Hurel）という名だった。
ジャック・アルデルの生涯についてはほとんど何も知られていない。ジャック・シャンピオン・ド・シャンボニエールの門弟で、一時期国王のため毎週リュート奏者のポリオンと御前演奏を行うなど、フランス宮廷では極めて評価が高かった。アルデルの作品は、ジャン・ル・ガロワによると、「長い間王宮の、なかんずく国王の愉しみ」であり（1680年、レニョー・ド・ソリエ嬢宛ての私信）、「アルデルはシャンボニエールの様式のとりわけ完璧な模倣者だった」。ルイ14世は（アルデルの音楽を）聞くことに「独特な喜びを覚えた」。シャンボニエールの最も優秀な弟子と呼ばれて、ルイ14世の弟オルレアン公フィリップ1世の楽師となり、公妃アンリエット・ダングルテールの公式演奏家と公女のクラヴサン教師を務めた。
ジャック・アルデルは35歳ぐらいで他界した。結婚はしておらず、遺産は1642年生まれの姉妹フランソワーズに相続された。その内訳は、大型のクラヴサン1台とスピネット1台に多数の弦楽器（ヴィオール、リュート）、楽器ケースであった。

## 作品
アルデルは、ルイ・クープランやジャン＝アンリ・ダングルベール、ニコラ・ルベーグとともに、シャンボニエールに端を発するクラヴサン楽派の第1世代の一人である。アルデルにはフルリーという名の弟子しかいなかった。
アルデルの作品は出版されなかった。現存する作品は、『ボーアン写本』（1690年）や『ド・ラ・ピエール嬢の写本』（フランス国立図書館所蔵）といった手稿譜に分散されている。アルデル作品は8曲しか現存していない。リュートのためのクーラント1曲（現存しないクラヴサン曲が原曲だった可能性あり）、クラヴサンのためのガヴォット1曲、そして6楽章の《クラヴサン組曲ニ短調》である。クラヴサン曲はすべてこの上なく良質の音楽であり、恩師シャンボニエールの作曲技法を完全に掴み取っていることが示されている。とりわけシャンボニエールの旋律線についての鋭い感覚を、進化したバス声部の書法と組み合わせることにより、和声を堅固にし、より進歩的な響きを目指している。｟組曲｠はアルマンドと3曲のクーラント、サラバンド、ジーグとから構成されており、最初期の通作された古典的なフランス組曲の一例となっている。